# Darrel Lewis
Darrel Keith Lewis, talvolta indicato come Darrell Keith Lewis (Coatesville, 13 febbraio 1976) è un ex cestista statunitense naturalizzato islandese.

## Carriera
Nato in Pennsylvania, cresce cestisticamente negli Stati Uniti alla Lincoln University; approda in Europa nel 2001 per la sua prima stagione professionistica, con la maglia degli olandesi del NTNT Haaglanden: in quell'estate infatti venne notato durante una partita universitaria in Europa dall'allenatore dell'NTNT che lo volle nella sua squadra.
L'annata successiva Lewis si trasferisce per tre stagioni in Islanda, al termine delle quali ottenne nazionalità e il relativo status di comunitario.
All'esordio nella fredda isola, Darrel segna 27,6 punti di media con 9,7 rimbalzi con la maglia del Grindavík. Curiosità: è stato il primo giocatore nero a vestire la maglia della nazionale islandese.
Nel gennaio 2005 ottiene il passaporto islandese. Decide poi di cambiare agente e viene firmato da Novara, dove però trova un ambiente tutt'altro che sereno, complice un rendimento di squadra sotto le aspettative: penalizzato inoltre dal cambio di allenatore (con l'arrivo di Phil Melillo) lascia l'Italia a febbraio.
Per la stagione 2006-07 passa allo Sporting Atene, squadra di Serie A2 greca, dove centra una promozione nella massima serie. Le sue prestazioni attirano le attenzioni estive dell'AEK Atene, ma Lewis accetta l'offerta di Rimini che si inserisce nella trattativa firmandolo per l'annata 2007-08. Durante le festività natalizie è costretto a tornare in patria per gravi problemi familiari: il fattore psicologico sarà una delle principali cause della rescissione del suo contratto, avvenuta a fine febbraio 2008. Si accaserà all'AEK Atene pochi giorni dopo.
Per la stagione 2008-09 viene invece ingaggiato dal Peristeri, club di seconda divisione greca, poi continua a dividersi tra Islanda e Grecia.